# Marcel Achard
Marcel Augustin Ferréol, conegut com a Marcel Achard, va ser un dramaturg i escriptor francès (guionista de comèdies sentimentals), nascut el 5 de juliol de 1899 a Sainte-Foy-lès-Lyon (Rhône) i traspassat el 4 de setembre de 1974 a París. La popularitat de les seves comèdies sentimentals el va fer una persona molt reconeguda i distingida en els cercles literaris i teatrals del seu país.
Ferréol tenia una gran capacitat per aprendre coneixements amb rapidesa, per la qual cosa el 1917, enmig de la Primera Guerra Mundial i amb 17 anys, va ser mestre rural del seu poble natal. El 1919, a l'edat de 20 anys, Ferréol decideix marxar a París, on va començar treballant com a promotor d'espectacles del Théâtre du Vieux-Colombier i com a periodista del diari francès Le Figaro.
Les seves obres publicades durant la Segona Guerra Mundial van ser reeixides i aclamades pel públic, encara que després de la guerra va rebre algunes crítiques negatives, les quals l'assenyalaven despectivament com "L'especialista en l'amor", per les seves característiques exagerades d'amor imaginari en les seves publicacions.

## Obra dramàtica
- Voulez-vous jouer avec moâ (1923)
- Malbrough s'en va-t-en guerre (1924)
- Je ne vous aime pas (1926)
- La vie est belle (1928)
- Jean de la Lune (1929)
- La Belle Marinière (1929)
- Domino (1932), estrenada per Louis Jouvet
- Petrus (1933)
- Noix de coco (1936)
- Le Corsaire (1938)
- Adam (1939)
- Auprès de ma blonde (1946)
- Nous irons à Valparaiso (1947)
- Le Moulin de la Galette (1951)
- Les Compagnons de la marjolaine (1953)
- Patate (1957)
- L'Idiote (1960) estrenada al Teatre Antoine
- L'Amour ne paie pas (1963)